# Vercingétorix (roman)

Vercingétorix est un roman français de Jean-Michel Thibaux publié en 1994.

## Résumé
En -55 son père, Celtill, allié de Jules César à Gergovie, prend le titre de roi et est tué peu après. À 14 ans, son fils lui succède. En -53 il repousse les Germains avec César qui lui offre Astya, germaine. Les druides, dont sa sœur, Eponine, prônent la rébellion. César veut bruler les Carnutes, et le Gaulois le menace. Il va chercher 1000 pièces d'or à Lutèce et lève ses troupes début -52. César détruit la ville sainte d'Avaricum (Bourges). Astya accouche. César est battu à Gergovie et Vercingétorix s'écrie « Andarta » mais se rend à Alésia peu après. Il est tué en -46.